# Tratado de Versalhes (1758)
O Tratado de Versalhes de 1758, também chamado de Terceiro Tratado de Versalhes, confirmou os tratados anteriores que haviam sido assinados em Versalhes em 1756 e 1757 entre a Áustria e a França. No entanto, também revogou o acordo do tratado de 1757 para criar um estado independente no sul da Holanda, governado por Filipe, Duque de Parma; permaneceria sob o domínio austríaco.

## Consequências
A França, que esperava uma vitória rápida contra a Prússia por causa de uma coalizão com a Áustria, Rússia, Suécia e Saxônia, foi apanhada com a realidade da guerra. Embora a decisão de instalar um monarca Bourbon na Holanda austríaca tenha sido revogada, o tratado acelerou muito o desejo cada vez maior da coalizão não apenas de derrotar, mas também de destruir a Prússia. O tratado parece servir mais como uma garantia moral para a coalizão do que uma aliança real, pois a coalizão sofreu uma série incontestável de derrotas nas mãos dos britânicos e da Prússia a partir de 1759.